# Duško Sikirica
Duško Sikirica (nascut el 23 de març de 1964 a Cirkin Polje, Prijedor, actual Bòsnia i Hercegovina) és un serbi de Bòsnia, acusat de genocidi, crims contra la humanitat, i violacions dels costums de guerra pel Tribunal Penal Internacional per a l'antiga Iugoslàvia (ICTY), per les seves accions com a comandant del campament de Keraterm. Va ser detingut per membres la SFOR el 25 de juny de 2000, i traslladat a La Haia. Va ser jutjat juntament amb Damir Dosena i Dragan Kolundzija, i inicialment Sikirica es va declarar innocent de tots els càrrecs. Més tard, com a part d'un acord amb la fiscalia, es va declarar culpable d'un càrrec de Persecució com a crim contra la humanitat, essent condemnat a quinze anys de presó. El 10 de maig de 2002 va ser traslladat a Àustria per a complir la seva condemna.